# ۲٬۲٬۱٬۱-تتراکلرواتان
۲،۲،۱،۱-تتراکلرواتان (به انگلیسی: 1,1,2,2-Tetrachloroethane) یک ترکیب شیمیایی با شناسه پاب‌کم 6591 است. که جرم مولی آن 167.848 g/mol می‌باشد. شکل ظاهری این ترکیب، مایع شفاف است.